# Grayson megye (Texas)
Grayson megye az Amerikai Egyesült Államokban, azon belül Texas államban található. Megyeszékhelye és legnagyobb városa Sherman. Lakosainak száma 135 543 fő (2020. április 1.).
A megye székhelye Sherman. A megyét 1846-ban alapították, nevét Peter Wagener Graysonról, a Texasi Köztársaság főügyészéről kapta. Grayson megye a Sherman-Denison nagyvárosi statisztikai körzethez tartozik, amely egyúttal a Dallas-Fort Worth-Arlington, egyesített statisztikai körzethez is tartozik. Az állam Oklahomával közös határán fekszik, a Texoma régió része, közel van a Texoma-tóhoz és a Red River folyóhoz.

## Története
A mai Grayson megye területének legkorábbi ismert lakói a caddo indián csoportok, köztük többek között a tonkawa, az ionis és a kichai voltak. Ezek a csoportok mezőgazdasággal foglalkoztak, és a Red River folyó mentén lévő kereskedelmi állomásokon kereskedtek a spanyol és francia telepesekkel. 1836 és 1837 években kereskedelmi állomásokat létesítettek Preston Bendben a Red River folyó mentén, Warrenben és Pilot Grove-ban.
A Peters-kolóniának az 1840-es évek elején történt megalapítása után a Red River melletti települések száma megnőtt. Grayson megyét 1846. március 17-én Texas állam törvényhozása hozta létre Fannin megyéből, a megyeszékhelyet, Shermant, szintén Texas állam törvényhozása jelölte ki.
Az 1850-es években Preston Bendben a kereskedelem és az értékesítés egyre fontosabbá vált, mivel a mezőgazdaság elterjedt a megyében. Ezt segítette a Preston Road, az állam első útja, mely Preston Bendből a texasi Austinba vezetett. További növekedés következett be, miután 1856-ban a Butterfield Overland Mail útvonal egyik állomásaként létrejött Sherman is.
A megyében megoszlottak a vélemények az elszakadásról. A megye lakosai 1861-ben több mint kétszeres arányban az elszakadás ellen szavaztak, és az Unióban akartak maradni. A közeli Cooke megyében, Gainesville-ben 1862 októberében történt nagy akasztás a másként gondolkodók elleni támadás volt, olyan férfiak ellen, akiket azzal gyanúsítottak, hogy ellenálltak a sorozásnak, és unionisták voltak. Miután 150-200 férfit letartóztattak az állami csapatok, a katonaság megszervezte az úgynevezett "Polgári Bíróságot", amelynek nem volt alapja az állami törvényekben. Az esküdtszék saját maga alkotta meg a szabályokat, és több mint 25 férfit ítélt el és ítélt halálra akasztással. További 14 embert a csőcselék tárgyalás nélkül meglincselt. Az eljárás során abban a hónapban összesen 42 embert öltek meg, amit az Egyesült Államok történelmének legnagyobb önbíráskodó gyilkosságaként tartanak számon.
Az erőszak egy ideig folytatódott Shermanben és Észak-Texas más városaiban, időnként a konföderációs katonaság keze által. E. Junius Fostert, a Patriot újság szerkesztőjét 1862-ben Jim Young kapitány, William Young ezredes fia gyilkolta meg Cooke megyében. Az idősebb Young szervezte meg a Polgári Bíróságot, amely annyi embert halálra ítélt, és Foster "megtapsolta" Young halálát. Amikor Shermanben más férfiakat is összegyűjtöttek, mint gyanúsított unionistákat, James W. Throckmorton dandártábornok közbelépett, és öt kivételével mindenkit megmentett, akit már meglincseltek.
Grayson megyéből származó férfiak a Konföderációt szolgálták déli helyszíneken. A 11. texasi lovasezred szövetségi erődöket foglalt el az Indián Területen, a Vörös folyótól északra.
Grayson megye és Texas nagy része a háború utáni években, a rekonstrukciós korszakban gazdasági depressziót szenvedett, amely részben a déli mezőgazdaságra való támaszkodás nehézségein, a szabad munkaerőhöz való alkalmazkodáson és más problémákon alapult. Ebben az időszakban a szarvasmarha-csordák északra hajtásához a szükséges bevételt Roadon biztosította a megye számára.
Miután a Houston & Texas Central (ma UPRR) és a Katy vasút 1872-ben megkezdte működését a megyében, az 1870-es és 1880-as években a megyében felgyorsult a letelepedés. Gyapotültetvényeket alakítottak ki, hogy ezt az uralkodó haszonnövényt termesszék. Számos várost, köztük Denisont, Van Alstyne-t, Huwe-t, Whitewrightot, Pottsborót és Tom Beant alapították ebben az időszakban.
1879-ben az államalapítás előtt és után Észak-Texasban letelepedett telepesek egy csoportja Grayson megyében jött össze politikai megbeszélésekre. Megalakították az Észak-Texasi Régi Telepesek Egyesületét. Az egyesület adományokat fogadott el, és 26 hektár területet vásárolt. Sok éven át évente találkoztak.

## Szomszédos megyék
- Marshall megye (észak)
- Bryan megye (északkelet)
- Fannin megye (kelet)
- Collin megye (dél)
- Denton megye (délnyugat)
- Cooke megye (nyugat)
- Love megye (északnyugat)

## Népesség
A megye népességének változása:
| Lakosok száma | 121 086 | 121 272 | 121 679 | 122 353 | 125 467 | 135 543 |
|               | 2010    | 2011    | 2012    | 2013    | 2015    | 2020    |